# NGC 4747
NGC 4747 (również PGC 43586, UGC 8005 lub Arp 159) – galaktyka spiralna z poprzeczką (SBcd), znajdująca się w gwiazdozbiorze Warkocza Bereniki. Odkrył ją William Herschel 6 kwietnia 1785 roku.